# Rajaton
Rajaton ist ein finnisches A-cappella-Ensemble, das 1997 in Helsinki gegründet wurde. Das finnische Wort rajaton bedeutet grenzenlos, was sowohl die Breite ihres Repertoires von sakraler bis Popmusik als auch den Weg zum Ausdruck bringt, auf dem sich das Ensemble der Musik nähert.
Unter den Werken sind Kompositionen von Mia Makaroff, Laura Sippola und Anna-Mari Kähärä und auch von den Mitgliedern des Ensembles geschriebene Stücke. Einige Texte stammen aus der Kanteletar.

## Geschichte
Rajaton hatte schon einige Jahre mit dem Quintett The Real Group aus Schweden zusammengearbeitet, als sie 2013 erstmals als Ensemble gemeinsam unter dem Namen Leveleleven auftraten.

## Diskografie

### Alben
| Jahr | Titel                                                             | Höchstplatzierung, Gesamtwochen, AuszeichnungChartsChartplatzierungen (Jahr, Titel, Platzierungen, Wochen, Auszeichnungen, Anmerkungen) | Anmerkungen                                            |
| Jahr | Titel                                                             | FI | Anmerkungen                                            |
| ---- | ----------------------------------------------------------------- | --- | ------------------------------------------------------ |
| 2000 | Nova                                                              | FI40 (1 Wo.)FI | Erstveröffentlichung: 14. August 2000                  |
| 2002 | Sanat                                                             | FI22 (2 Wo.)FI | Erstveröffentlichung: 1. November 2002                 |
| 2003 | Joulu                                                             | FI2 (39 Wo.)FI | Erstveröffentlichung: 24. Oktober 2003 Weihnachtsalbum |
| 2005 | Kevät                                                             | FI3 (12 Wo.)FI | Erstveröffentlichung: 20. April 2005                   |
| 2006 | Rajaton Sings Abba with Lahti Symphony Orchestra                  | FI1 Platin · (11 Wo.)FI | Erstveröffentlichung: 1. November 2006                 |
| 2007 | MAA                                                               | FI10 (13 Wo.)FI | Erstveröffentlichung: 10. Oktober 2007                 |
| 2008 | Rajaton Sings Queen with Lahti Symphony Orchestra                 | FI3 Gold · (14 Wo.)FI | Erstveröffentlichung: 1. Oktober 2008                  |
| 2009 | Best of 1999-2009                                                 | FI5 Gold · (10 Wo.)FI | Erstveröffentlichung: 28. Oktober 2009 Kompilation     |
| 2012 | Jouluyö                                                           | FI4 Gold · (17 Wo.)FI |                                                        |
| 2012 | Suomen lasten lauluja                                             | FI2 Gold · (26 Wo.)FI | Erstveröffentlichung: 26. Mai 2012                     |
| 2015 | Rajaton Sings The Beatles – Sgt. Pepper’s Lonely Hearts Club Band | FI3 (13 Wo.)FI |                                                        |
| 2016 | Salaisuus                                                         | FI39 (1 Wo.)FI | Erstveröffentlichung: 4. November 2016                 |
| 2017 | Tuhansien laulujen maa                                            | FI1 (9 Wo.)FI | Erstveröffentlichung: 3. November 2017                 |

Weitere Alben
- 2001: Boundless
- 2006: Out of Bounds

### Singles
| Jahr | Titel Album   | Höchstplatzierung, Gesamtwochen, AuszeichnungChartsChartplatzierungen (Jahr, Titel, Album, Platzierungen, Wochen, Auszeichnungen, Anmerkungen) | Anmerkungen  |
| Jahr | Titel Album   | FI | Anmerkungen  |
| ---- | ------------- | --- | ------------ |
| 2011 | Pidä huolta – | FI3 (1 Wo.)FI | mit Munamies |
| 2018 | Tonttu –      | FI16 (1 Wo.)FI |              |

### Videoalben
- 2004: Joulu